# Государственный строй Болгарии
Государственный строй Болгарии определяется Конституцией Республики Болгарии как парламентская республика. Государственная власть разделяется на законодательную, исполнительную и судебную. Официальный язык в Болгарии — болгарский. Традиционная религия в Болгарии — православие.

## Конституция
Конституция Республики Болгарии — верховный закон Республики Болгарии, который учреждает её государственный строй. Ни один закон, указ президента или любой другой нормативный или административный акт не может противоречить ей. Согласно ст. 5 ал. 3 Конституции Республики Болгарии законы и иные нормативные, и административные акты в Болгарии не имеют «обратную силу» — никто не может быть осуждён за какие-либо деяния или за бездействие, которые во время их совершения не составляли преступления по действующим законам.

### Конституционный суд
Конституционный суд (КС) создан в соответствии с Конституцией Болгарии (1991 г.). Единственно Конституционный суд может давать толкования Конституции и произноситься о констуционосообразности данного закона или решения Президента и Исполнительной власти. Кроме того он является единственным органом, решающий споры по компетентности, возникшие между Народным собранием, Президентом и Советом министров. И наконец, в связи с членством Болгарии в ЕС, КС уполномочен давать толкования противоречит ли сключенный Болгарией международный договор Конституции, а также даёт толкования о соответствии законодательства Болгарии с общепризнанными нормами Международного права и международными договорами, по которым Болгария является страной. Следует отметить, что толкование даётся до ратификации данного договора.

## Выборный кодекс
Выборный кодекс Болгарии определяет правила, по которым выбираются все выборные органы государственной власти в стране.
| № | Выбор                                      | Выбираются                                                     | Система                                                          | Бюллетень                                       | Выбор назначается  | Мандат | Последние выборы проводились |
| 1 | Народное собрание                          | 240 народные представители                                     | Пропорциональная с мажоритарные преференции                      | Многомандатные районы                           | Президентом        | 4 года | 2013 г.                      |
| 2 | Президент                                  | Президент и вицепрезидент                                      | Мажоритарная                                                     | Национальный                                    | Народным собранием | 5 лет  | 2011 г.                      |
| 3 | Депутаты Болгарии в Европейском парламенте | 17/18 члены ЕП из 736                                          | Пропорциональная                                                 | Национальный                                    | Президентом        | 5 лет  | 2014 г.                      |
| 4 | Общинные советы и кметы                    | 264 общинные советы 264 кметы общинах около 2000 кметы районов | Пропорциональная для общинных советников Мажоритарная для кметов | Локалные бюллетены для каждой общине или района | Президентом        | 4 года | 2011 г.                      |

## Законодательная власть
Законодательная власть в Болгарии осуществляется Народным собранием. Оно состоит из 240 депутатов, которые выбираются на всеобщем, равном и тайном голосовании, на срок до 4-х лет. В случае войны, военного или другого чрезвычайного положения, мандат Народного собрания продлевается до конца этих обстоятельств.

## Президент
Президент — глава государства и верховный главнокомандующий Вооружёнными силами Болгарии. Он олицетворяет единство нации и представляет Республику Болгарию в международных отношениях. Президент выбирается всеобщим и тайным голосованием на срок до пяти лет.
Президент Болгарии имеет право вето на решения Народного собрания, которые вступают в силу и считаются действительными только после его подписи. Однако президент имеет право отклонять любое решение парламента не более трёх раз. Если Народное собрание примет одно и то же решение в четвёртый раз подряд, оно считается действительным, несмотря на мнение президента.

## Исполнительная власть
Совет министров осуществляет руководство внутренней и внешней политикой Республики Болгарии, в соответствии с Конституцией Республики Болгарии и её законами. Совет министров руководит выполнением государственного бюджета, организует уход за государственными благами, заключает, утверждает и денонсирует международные договорённости, в случаях, определённых законами. Совет министров отменяет незаконосообразные и неправильные акты ресорных министров.

## Судебная власть
Судебная власть защищает права и законные интересы граждан, юридических лиц и государство. Судебная власть независима от остальных структур власти. При осуществлении своих функций судьи, прокуроры, судебные заседатели и следователи подчиняются только закону. Судебная власть располагает собственным бюджетом.
Суды Болгарии бывают районные, окружные, административные, военные, апелляционные, Верховный кассационный суд и Верховный административный суд.
Гражданские и небольшие уголовные дела в Болгарии рассматриваются в следующем порядке:
Районный суд (первая инстанция) → Окружной суд (вторая инстанция) → Верховный кассационный суд (окончательное решение)
Большие уголовные и некоторые гражданские дела рассматриваются так:
Окружной суд → Апелляционный суд → Верховный кассационный суд
Административные дела рассматриваются в следующем порядке:
Административный суд → Верховной административный суд
Служебные дела военных и полицейских чинов рассматриваются так:
Военный суд → Военно-апелляционный суд → Верховный кассационный суд

## Местное самоуправление и местная администрация

### Местное самоуправление
Территория Болгарии делится на 264 общины, которые административно объединяются в 28 областей.
Общины являются основными административно-территориальными единицами, в которых осуществляется местное самоуправление. Граждане общины выбирают кмет прямым, равным и тайным голосованием, на срок от 4 лет. Этими выборами определяется и состав «Общинного совета» (болг. Общински съвет) — местный парламент, в который входят представители всех политических партий, пропорционально результатам выбора. Обычно большинством обладает партия или коалиция, из которых происходит кмет, так как выборы кмета и Общинного совета происходят одновременно. Члены общинных советов называются «общинными представителями» (болг. общински представители).
Общинные представители получают гонорар после каждого заседания совета, но эти гонорары почти никогда не являются их основным доходом. В небольших общинах представителями становятся люди из местной интеллигенции — юристы, врачи, творцы, предприниматели. Чем крупнее община, тем больше представителей крупного бизнеса и профессиональных политиков входят в состав общинного совета.

### Местная администрация
Территория Болгарии делится на 28 областей, в каждую из которых административно входит десяток общин.
Области являются основными административно-территориальными единицами, в которых осуществляется центральное государственное управление. Областями руководят «Областные управители», которых назначает Совет министров.
У каждой региональной службы — полиции, здравоохранения, экологического надзора и т. д. — есть собственная субординация вплоть до министра соответных дел. Но все региональные руководители государственных служб должны своевременно информировать областного управителя для своей деятельности. Областные управители организуют взаимодействие и оперативно руководят согласованием действий разных центральных государственных служб на местном уровне.

## Религия
Вероисповедание в Болгарии свободно. Религиозные общности и учреждения отделены от государства, и не могут быть использованы в политических целях. Традиционная религия в Республике Болгария — восточно-православное вероисповедание.
По результатам официальной переписи населения Болгарии в 2011 году, 78,2 % из населения страны определили себя религиозными.
| Христианство | Христианство | Христианство  | Христианство         | Ислам   | Ислам | Иудаизм | другие |
| 77,96        | 77,96        | 77,96         | 77,96                | 10,02   | 10,02 | 0,012   | 0,16   |
| Православие  | Католицизм   | Протестантизм | Армянский апостолизм | Сунниты | Шииты | 0,012   | 0,16   |
| 75,96        | 0,85         | 1,12          | 0,03                 | 9,48    | 0,48  | 0,012   | 0,16   |